# 名古屋学院大学
名古屋学院大学（なごやがくいんだいがく、英語: Nagoya Gakuin University、公用語表記: 名古屋学院大学）は、愛知県名古屋市熱田区熱田西町1-25に本部を置く日本の私立大学。1887年創立、1964年大学設置。大学の略称はNGU、名学大（めいがくだい）、名学（めいがく）。

## 概観
米国のキリスト教メソジスト派宣教師F.C.クラインが1887年に創立した私立愛知英語学校（後、名古屋英和学校と改称）を起原とする。建学の精神「敬神愛人」は新約聖書に由来。著名なキリスト教思想家の内村鑑三が教鞭をとっていたこともある。
留学が盛んな大学であり、外国語学部では毎年多くの学生が留学に参加するほか、地域経済についての学習も盛んである。また早くからパソコンや携帯電話を利用した学習システムの導入などを行った。
さらに、2007年に、他大学に先駆けて、都心（名古屋市内）に移転している。愛知県瀬戸市の瀬戸キャンパス、名古屋市熱田区の名古屋キャンパス（しろとり・ひびの・たいほう）、名古屋市中区に「丸の内サテライトキャンパス」を運営している。「名古屋キャンパスたいほう」は、2018年9月開設。
2013年に法学部法学科を新設。2015年には現代社会学部・国際文化学部を新設。

## 沿革
- 1883年 - クライン博士がキリスト教伝道のため来日
- 1887年
  - 7月 - 私立愛知英語学校を創設
  - 9月 - 名古屋英和学校と改称
- 1951年3月 - 学校法人名古屋学院と改称
- 1962年10月 - 創立75周年式典で大学設立宣言
- 1964年4月 - 愛知県名古屋市東区の名古屋中学校・高等学校校地に開学。経済学部経済学科を設置
- 1966年4月 - 経済学部に商学科を増設
- 1968年4月 - 同県瀬戸市へ移転
- 1973年3月 - 法人が名古屋学院から分離、学校法人名古屋学院大学に
- 1989年4月 - 外国語学部英米語学科、中国語学科を設置、留学生別科を設置
- 1992年4月 - 経済学部商学科を商学部商学科に改組
- 1997年4月 - 大学院経済経営研究科経済学専攻、経営政策専攻（修士課程）、外国語学研究科英語学専攻（修士課程）を設置
- 1998年4月 - 大学院外国語学研究科中国語学専攻（修士課程）を設置
- 1999年4月 - 大学院経済経営研究科経営政策専攻に博士後期課程を設置
- 2000年4月 - 経済学部に政策学科を設置、大学院外国語学研究科英語学専攻（修士課程）に通信教育課程を設置
- 2003年4月 - 商学部に情報ビジネスコミュニケーション学科を設置
- 2005年4月 - 外国語学部に国際文化協力学科を設置
- 2006年4月 - 人間健康学部人間健康学科、リハビリテーション学科（理学療法学専攻）を設置
- 2007年4月 - 名古屋市熱田区に名古屋キャンパス（白鳥学舎・日比野学舎）完成
  - 同 - 外国語学部の中国語学科を中国コミュニケーション学科に改称
  - 同 - 経済学部・外国語学部（中国コミュニケーション学科）・商学部・大学院を名古屋キャンパスに移転
- 2008年4月 - 大学院外国語学研究科英語学専攻の博士後期課程に通信教育課程を設置
- 2009年4月 - 大学院外国語学研究科に国際文化協力専攻（修士課程）を設置、商学部の情報ビジネスコミュニケーション学科を経営情報学科に改称
- 2010年4月 - 人間健康学部の人間健康学科をスポーツ健康学部スポーツ健康学科に、リハビリテーション学科をリハビリテーション学部理学療法学科に改組
- 2012年4月 - 経済学部の政策学科を総合政策学科に改称
- 2013年4月 - 法学部法学科を設置
- 2014年10月 - 大学創立50周年
- 2015年4月 - 現代社会学部現代社会学科設置
  - 同 - 国際文化学部国際文化学科・国際協力学科設置
  - 同 - スポーツ健康学部こどもスポーツ教育学科設置

## 学部・学科
経済学部
- 経済学科

現代社会学部
- 現代社会学科

商学部
- 商学科
- 経営情報学科（2024年4月学生募集停止）

経営学部（2024年4月開設）
- データ経営学科

法学部
- 法学科

外国語学部
- 英米語学科

国際文化学部
- 国際文化学科
- 国際協力学科（2020年で募集停止）

スポーツ健康学部
- スポーツ健康学科
- こどもスポーツ教育学科（2024年4月学生募集停止）

リハビリテーション学部
- 理学療法学科

## 別科
別科
- 留学生別科

## 大学院

### 通学制
経済経営研究科（修士・博士課程）
- 経済学専攻（修士課程）
- 経営政策専攻（博士前期課程・博士後期課程）

外国語学研究科
- 英語学専攻（修士課程）
- 国際文化協力専攻（修士課程）

### 通信制
外国語学研究科
- 英語学専攻（博士前期課程・博士後期課程）

## 付属機関
- 学術情報センター
  - 図書館
- 社会連携センター
- 国際センター
- 総合研究所
- キリスト教センター
- 名古屋学院大学クリニック

## 大学関係者と組織

### 大学関係者一覧
- 名古屋学院大学の人物一覧

## キャンパス

### 名古屋キャンパス
2007年4月に名古屋市熱田区に完成。現在、法学部、経済学部、商学部、外国語学部、国際文化学部、現代社会学部、大学院がこのキャンパスを利用。校舎は「しろとり」と「ひびの」、「たいほう」の3つに分かれている名古屋キャンパスは、アクセスが非常に良いだけでなく、自然が多いのも特徴。
しろとり
- 名古屋キャンパスのメインであり、名古屋学院大学の中心となる校舎。名古屋国際会議場の近くにある。
- 屋外にはチャペル、テニスコートが整備されている。白鳥公園と隣接しているため、都心にありながら自然も多い。地域住民へ積極的に開放するため、公園と校舎の間には門などはなく、公園の一部のような存在になっている。

ひびの
- 主に大学院や少人数授業でこの校舎を利用する。名古屋市営地下鉄名港線日比野駅と直結している。

たいほう
- 2018年9月に「しろとり」と「ひびの」の中間に位置する「たいほう」が公営住宅跡地に開設された。別称「GLOBAL LINKS」。広いラーニング・スペースに様々な機能を持たせ、幅広い国際教育プログラムを実施しているのが特徴である。

### 瀬戸キャンパス
1968年、瀬戸市に完成。隣接する品野台カントリークラブと一体となって開発された為、山に囲まれており、自然にあふれている。広大な土地に校舎が点在し、またスポーツ設備も整っている。名古屋キャンパスの完成により、現在はスポーツ健康学部のみのキャンパスになっている。

### 丸の内サテライト
名古屋市中区丸の内にあるキリックス丸の内ビル内に所在しており、大学院の事務室及び講義等で利用。以前までは栄にある中日ビル内にて「さかえサテライト」を構えていたが、中日ビルの閉館に伴い、2018年4月より丸の内へと移転された。

## アクセス

### 名古屋キャンパス
しろとり
- 名古屋市営地下鉄名港線 日比野駅から徒歩8分
- 名古屋市営地下鉄名城線 西高蔵駅から徒歩8分

ひびの
- 名古屋市営地下鉄名港線 日比野駅に直結
- 名古屋市営地下鉄名城線 西高蔵駅から徒歩10分

たいほう
- 名古屋市営地下鉄名港線　日比野駅から徒歩5分  日比野駅、西高蔵駅共に金山駅からは約2分で、栄駅からは約9分で到着する（直通の場合。乗り換え時間、待ち時間は含まない）。「しろとり」と「ひびの」の間は、徒歩8分かかる。

### 瀬戸キャンパス
以下の場所からスクールバスを運行している。
- 名鉄瀬戸線 尾張瀬戸駅
- 名鉄瀬戸線 新瀬戸駅 / 愛知環状鉄道・愛知環状鉄道線 瀬戸市駅
- JR中央本線 / 愛知環状鉄道・愛知環状鉄道線 高蔵寺駅

### 丸の内サテライト
キリックス丸の内ビル7階に所在している。
- 名古屋市営地下鉄鶴舞線 丸の内駅から徒歩1分
- 名古屋市営地下鉄桜通線 丸の内駅から徒歩1分

## 対外関係

### 他の大学との協定等
国際・学術交流等協定校
- アイオワ大学
- アラスカ大学フェアバンクス校
- アルゴマ大学
- ニューイングランド大学
- グロスターシャー大学
- 北京語言大学
- 国立高雄大学
- コンケン大学
- アテネオ・デ・マニラ大学
- フィリピン大学ディリマン校
- クイーンズランド大学
- イリノイ州立大学
- カリフォルニア大学サンタクルーズ校

### 企業
- 大塚製薬 - 2018年6月21日に連携協定。熱中症対策など地域の健康増進で協力[2]。